# Epoecofyt
Epoecofyten (ep-oecofyten) zijn ingeburgerde planten die zich een plaats veroverd hebben in de huidige vegetatie, maar niet in de tegenwoordige potentieel natuurlijke vegetatie.
Voorbeelden van epoecofyten zijn: brave hendrik (Chenopodium bonus-henricus), Canadese fijnstraal (Conyza canadensis), doornappel (Datura stramonium), tuinwolfsmelk (Euphorbia peplus), schijfkamille (Matricaria discoidea), middelste teunisbloem (Oenothera biennis), draadereprijs (Veronica filiformis) en grote ereprijs (V. persica).

Epoecofyten
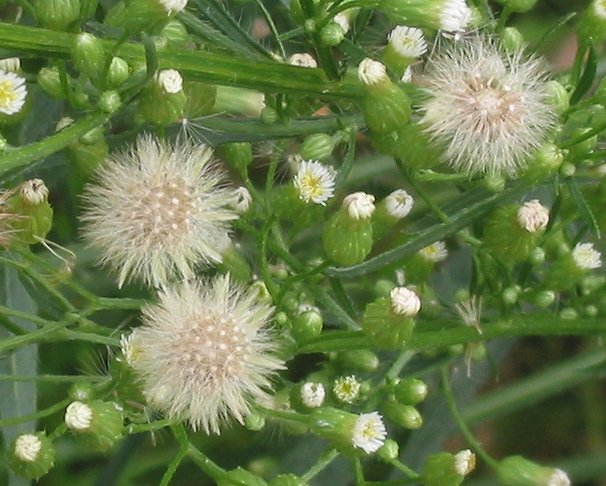
Canadese fijnstraal
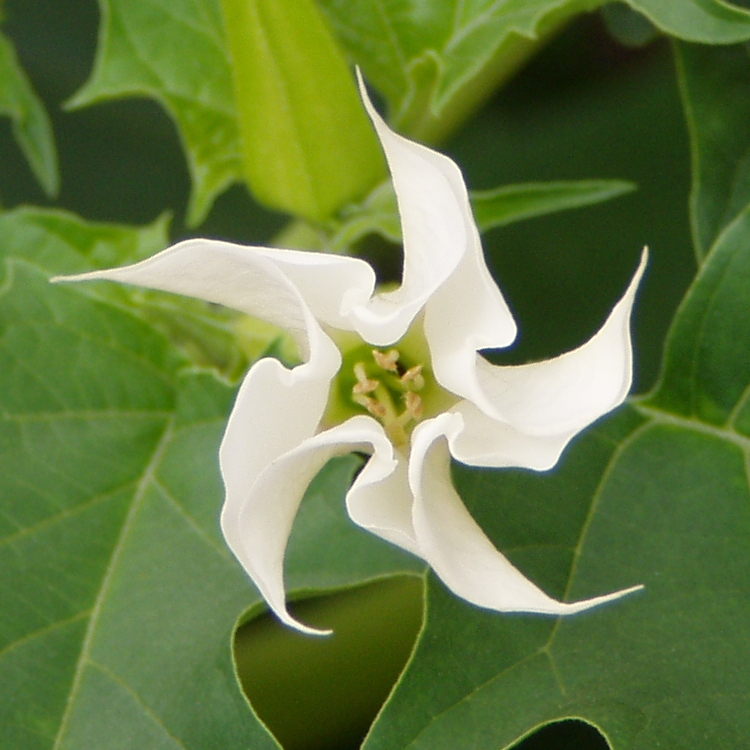
Doornappel
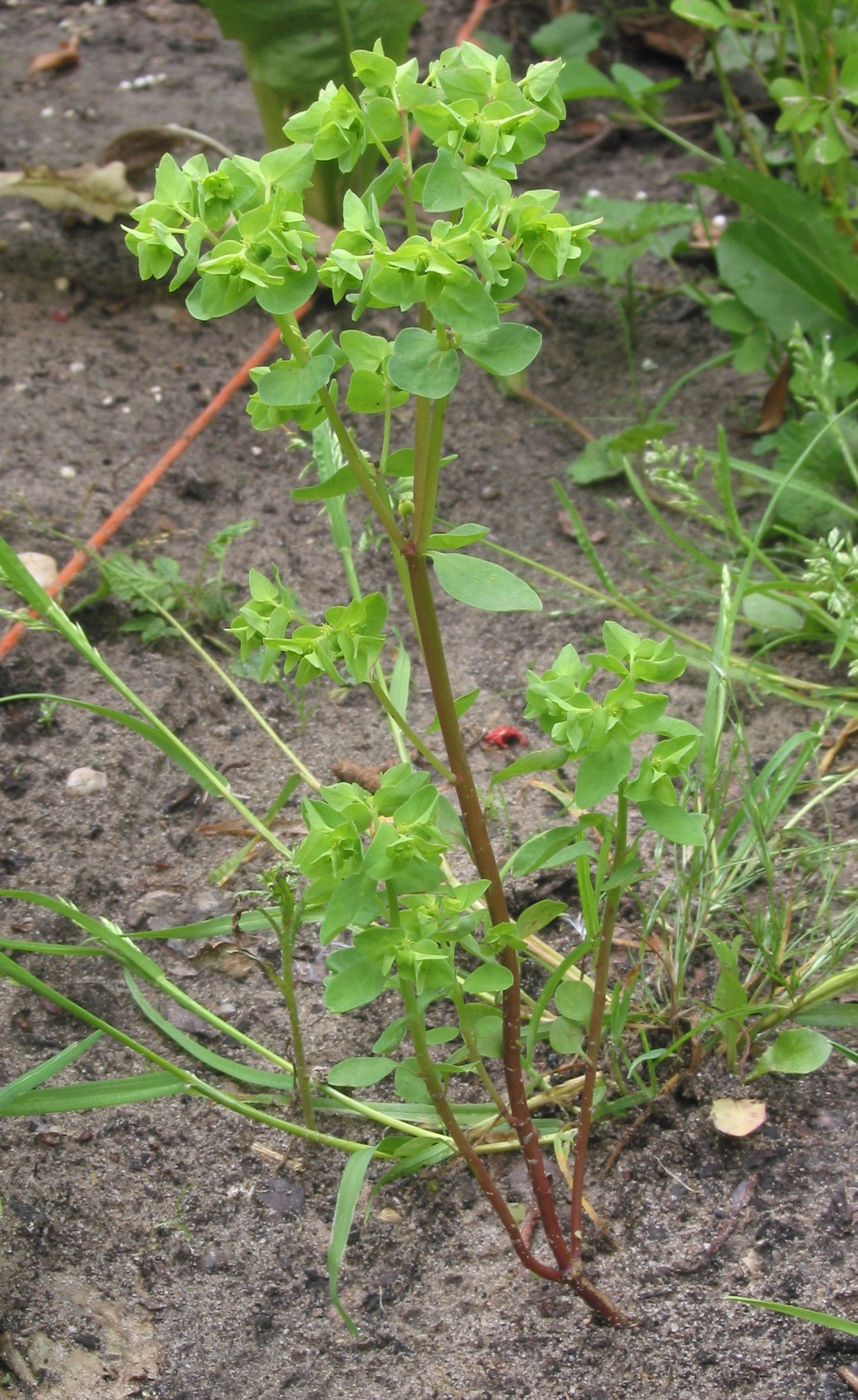
Tuinwolfsmelk
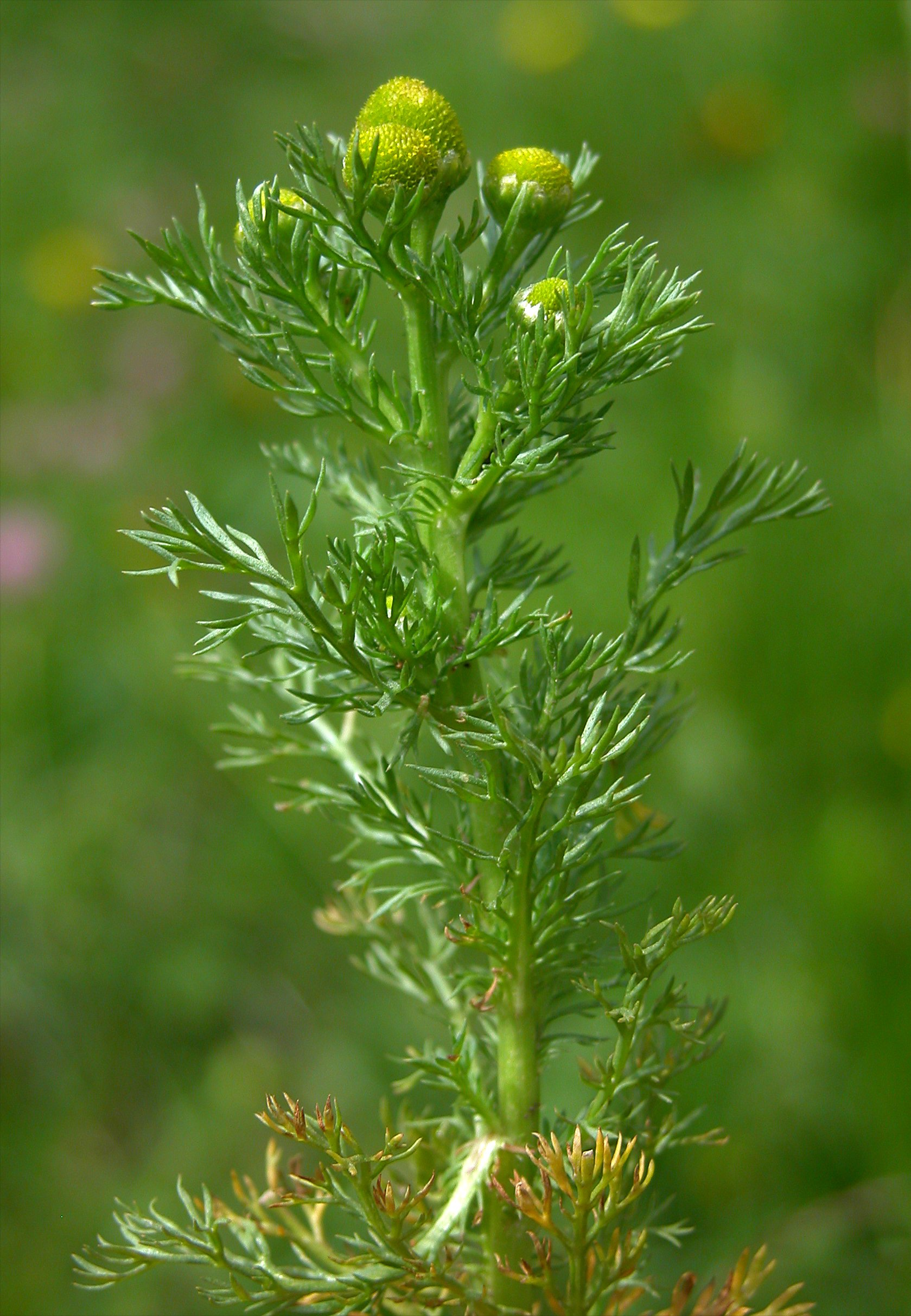
Schijfkamille
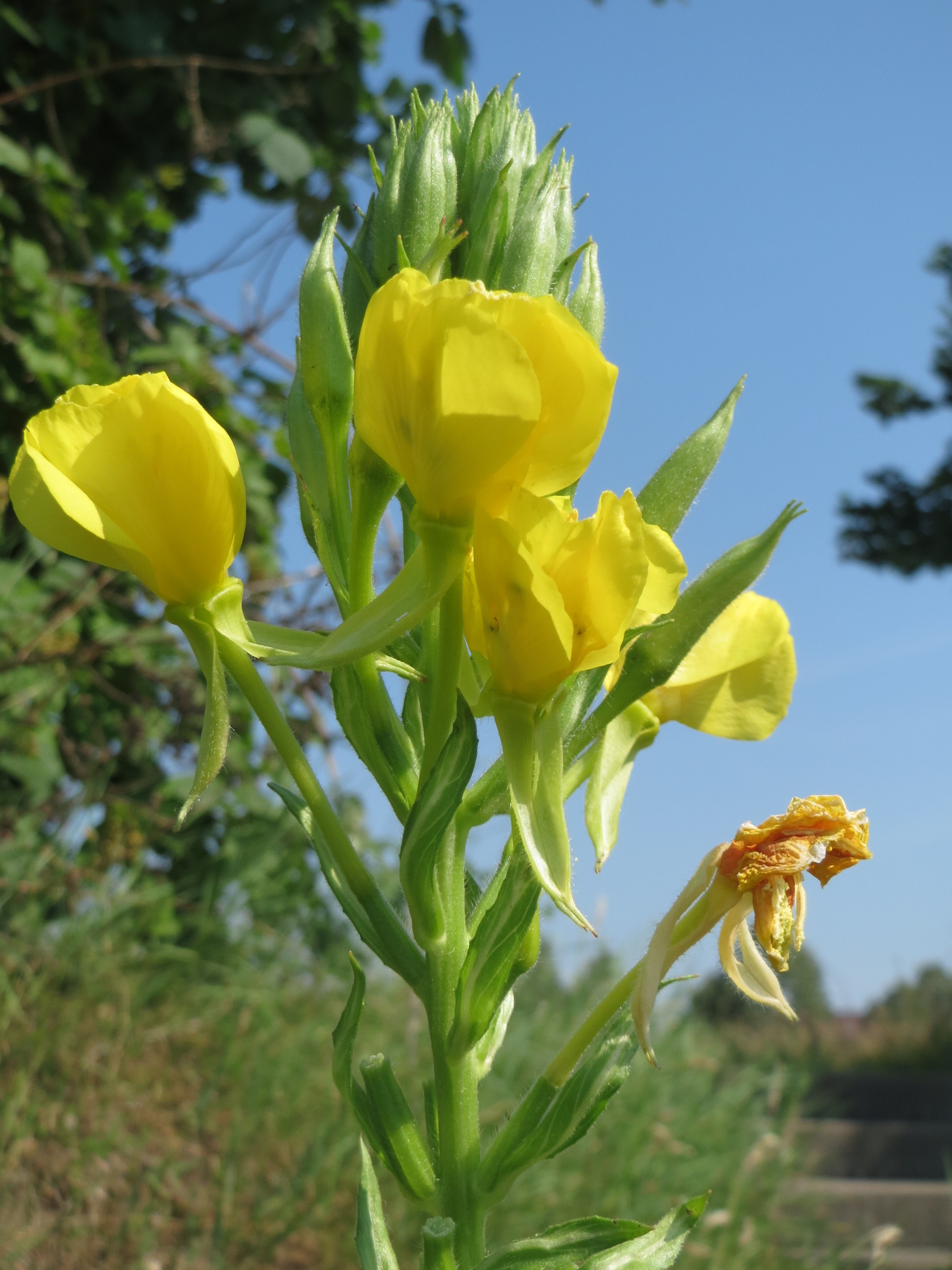
Middelste teunisbloem
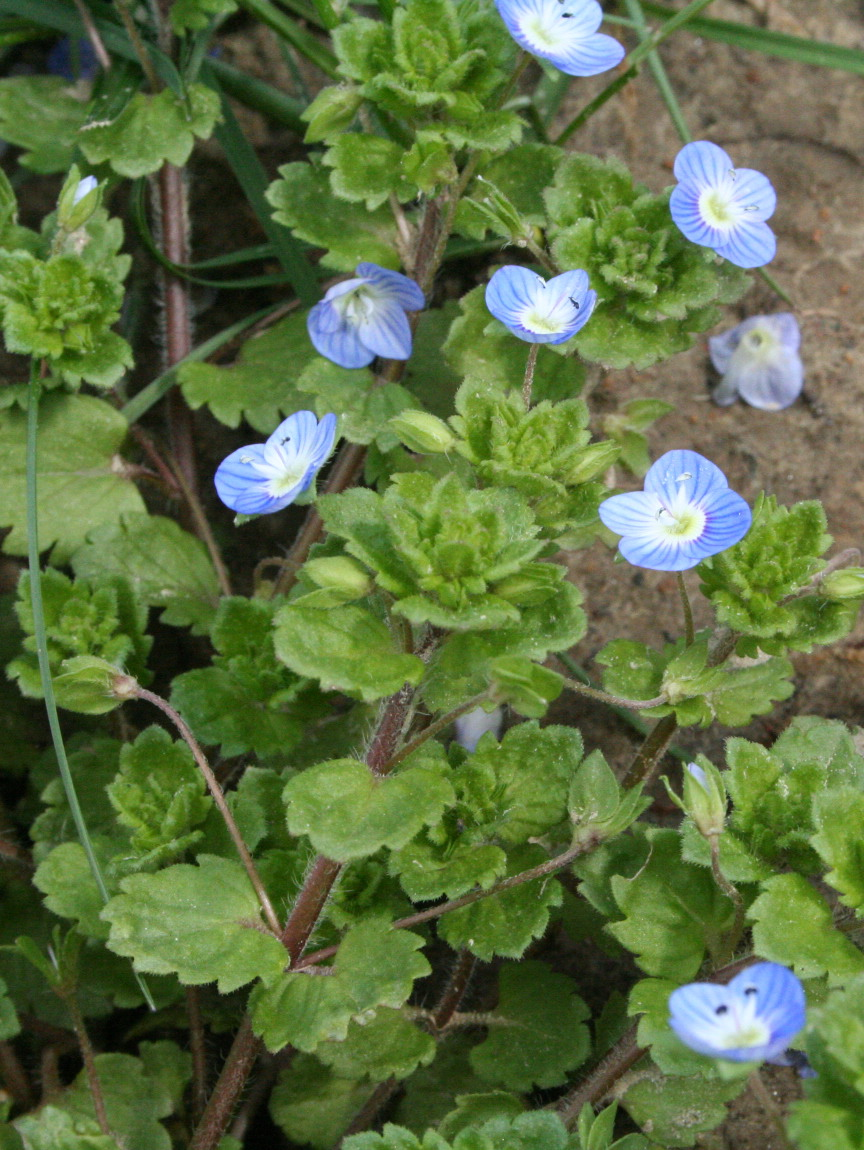
Grote ereprijs

Epoecofyten worden op grond van de mate van inburgering als groep onderscheiden van onder andere de efemerofyten (planten die in het wild voorkomen, maar weer verdwijnen doordat ze zich op eigen kracht zonder hulp van de mens niet kunnen handhaven, en geen vaste plaats in de vegetatie hebben) en de agriofyten (planten die zich in de tegenwoordige potentieel natuurlijke vegetatie een plaats hebben veroverd, die zij nog niet hadden in de oorspronkelijke vegetatie).